# Гвінейський ескудо
Гвінейський ескудо, ескудо Португальської Гвінеї (порт. Escudo) — грошова одиниця Португальської Гвінеї в 1914-1974 і Гвінеї-Бісау в 1973-1976. Ескудо = 100 сентаво.

## Історія
Декретом уряду Португалії від 18 вересня 1913 № 141 з 1 січня 1914 на португальські колонії (Кабо-Верде, Португальська Гвінея, Сан-Томе і Принсіпі, Ангола і Мозамбік) поширено дію декрету від 22 травня 1911 про введення нової грошової одиниці - ескудо (1000 реалів = 1 ескудо).
Випуск нових банкнот розпочато в 1914, монет — в 1933. Банкноти та монети в реалах продовжували використовуватися в обігу та поступово замінювалися грошовими знаками на ескудо та сентаво.
1 березня 1976 в Гвінеї-Бісау введена національна грошова одиниця - песо Гвінеї-Бісау. Обмін банкнот в ескудо на песо проводився 1:1 протягом трьох днів, монети з обігу не вилучалися.

## Монети та банкноти
Чеканились монети в 5, 10, 20, 50 сентаво, 1, 21⁄2, 5, 10, 20 ескудо.
Випускалися банкноти о 10, 20, 50 сентаво, 1, 21⁄2, 5, 10, 20, 50, 100, 500, 1000 ескудо.